# Madlitz-Wilmersdorf
Madlitz-Wilmersdorf – dawna gmina w Niemczech, w kraju związkowym Brandenburgia, w powiecie Oder-Spree. Wchodziła w skład urzędu Odervorland.
1 stycznia 2014 została rozwiązana, a jej teren włączono do gminy Briesen (Mark).